# Keyserbosch

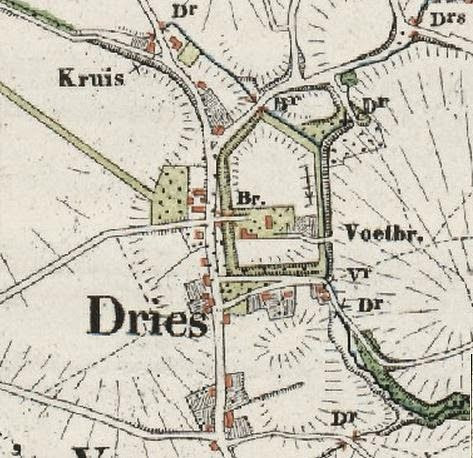
Schans Keyserbosch in Neer op de militaire topografische kaart van 1921

De Keyserbosch was een schans in de Nederlandse gemeente Leudal. De schans lag ten noordwesten van het dorp Neer in buurtschap Dries-Keizerbos langs de beek Keizersloop. 
Op ongeveer een kilometer naar het zuidoosten lag de Elsenschans.

## Geschiedenis
In 1669 werd door de kloosterlingen van klooster Keizerbosch een brede gracht rond het klooster aangelegd in geval van dreigend gevaar. Inwoners in de omgeving mochten deze schans bij gevaar eveneens als schuilplaats gebruiken. Van deze schans is een schansreglement bewaard gebleven.

## Constructie
De schans had een vijfzijdig plattegrond met midden in de schans het kloostergebouw.